# Ezza North
Ezza North è una delle tredici aree a governo locale (local government areas) in cui è suddiviso lo stato di Ebonyi, nella Repubblica Federale della Nigeria.
Si estende su una superficie di 305 km² e conta una popolazione di 145.619 abitanti.